# Eulma
Eulma (em árabe: العلمة) é uma comuna localizada na província de Annaba, no extremo leste da Argélia. Em 2008, sua população era de 10 316 habitantes.